# Salve (Gruß)

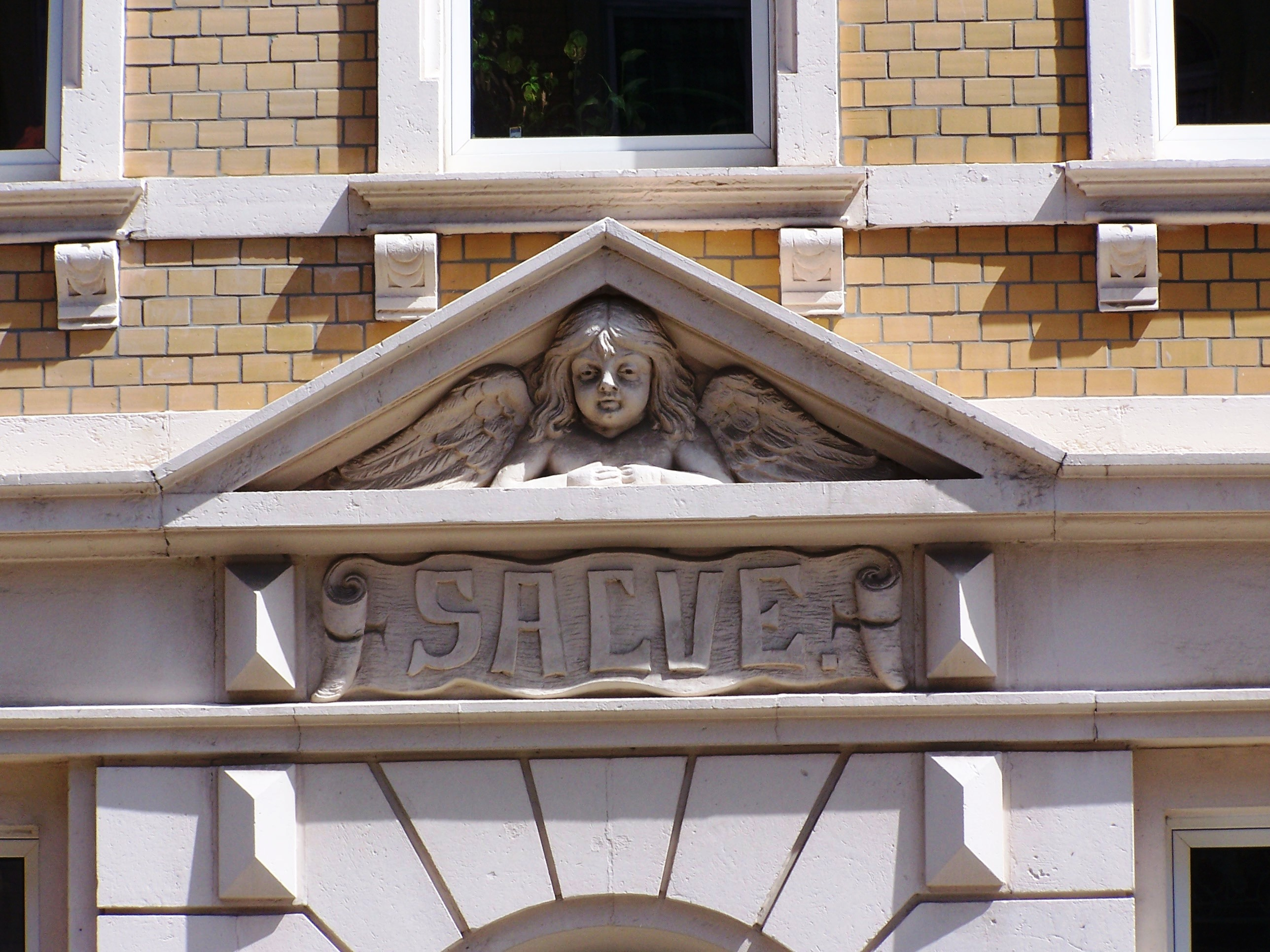
Der Gruß an einem historistischen Gebäude in Dresden

Der lateinische Gruß salve bedeutet wörtlich „sei gesund“. Es handelt sich um den Imperativ des Verbs salvere – gesund sein, gesund bleiben, wohlbehalten sein. 
In der katholischen Kirche wird noch heute regelmäßig die Marianische Antiphon Salve Regina gesungen, deren Text vor 1054 entstanden ist.
Aus dem Gruß entstand im 16. Jahrhundert das militärische Zeremoniell der Salve, des ehrenbezeigenden Grußes durch das Salutschießen. In Inschriften bei Hauseingängen, etwa auf Türschwellen war SALVE bis ins späte 19. Jahrhundert verbreitet, ebenso wie das griechische Pendant ΧΑΙΡΕ. In Italien grüßt man sich auch heute noch mit „salve“, in gleicher Verwendung ist auch das griechische Pendant, allem voran in der Pluralform χαιρετε (chairete).